# Kuigatsi
Kuigatsi est un village de la commune d'Otepää, situé dans le comté de Valga en Estonie. Avant la réorganisation administrative d'octobre 2017, il faisait partie de la commune de Puka.
La population s'élevait à 48 habitants en 2012 et à 54 habitants en 2020.
Le village abrite un manoir construit à la fin du XVIIIe siècle .